# Complesso di lancio 41

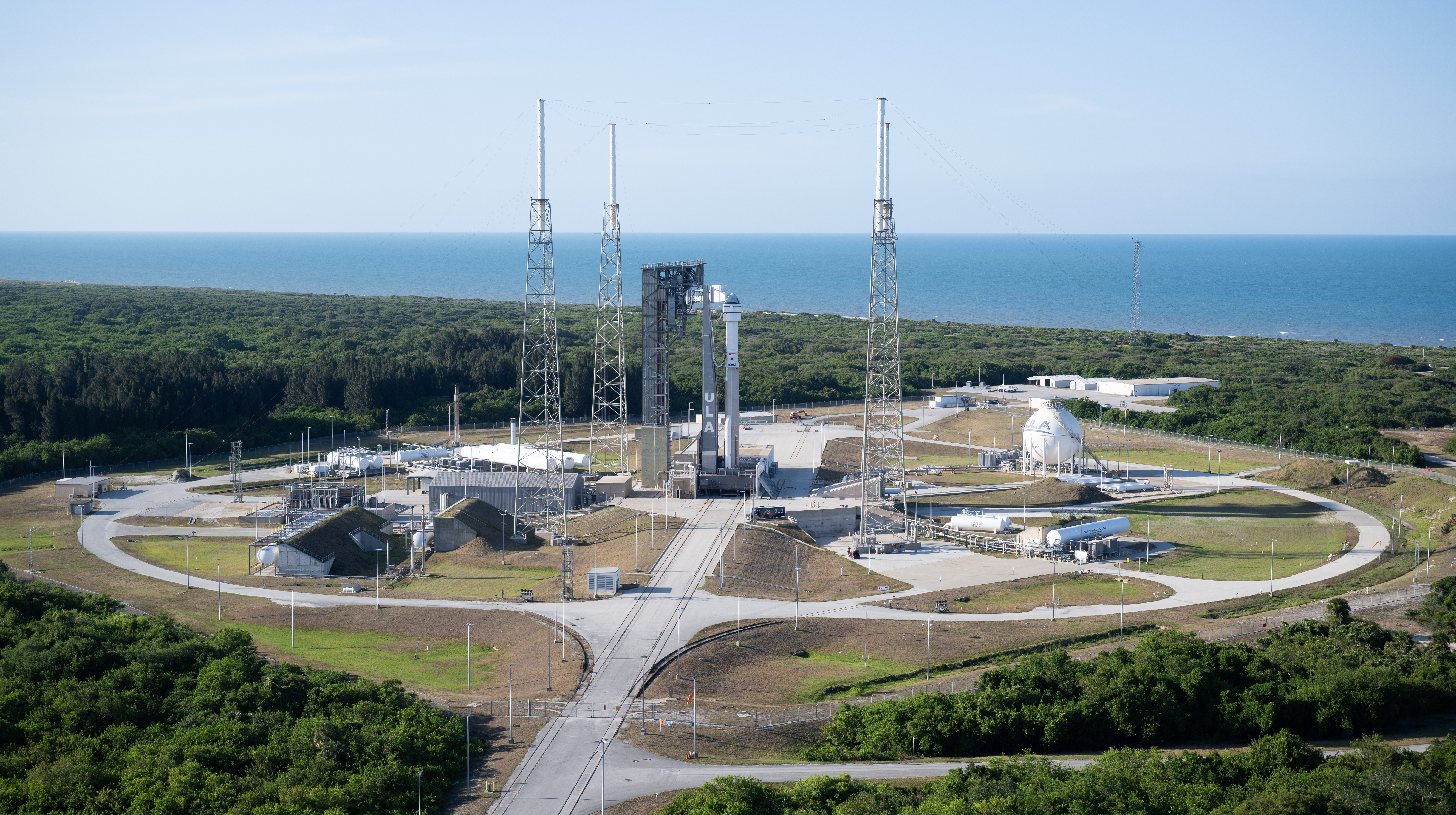
Il Complesso di lancio 41 durante il lancio del vettore Atlas V per la prima missione con equipaggio della CST-100 Starliner di Boeing nel giugno 2024

Il complesso di lancio spaziale 41 (SLC-41), precedentemente Launch Complex 41 (LC-41) è una rampa di lancio orbitale situata nella Cape Canaveral Space Force Station in Florida.
Al 2024, il sito viene utilizzato da United Launch Alliance (ULA) per i lanci di Atlas V e Vulcan Centaur. In precedenza, veniva utilizzato dalla United States Air Force per i lanci di Titan IIIC, Titan IIIE e Titan IV.